# Andrés Cañizález
Andrés Cañizález (Valencia, 9 de febrero de 1966) es un periodista e investigador venezolano, doctor en Ciencia Política por la Universidad Simón Bolívar de Caracas (USB).

## Carrera
Ha desarrollado una línea de investigación sobre la relación de los medios de comunicación con la democracia y el papel de la libertad de prensa, con diferentes trabajos en esta materia. 
Posee una maestría en Ciencia Política con énfasis en relaciones internacionales y maestría en Historia de Venezuela. Fue profesor de la Universidad Católica Andrés Bello (UCAB) entre 2003 y 2020.Actualmente es investigador asociado de la UCAB con una línea de trabajo sobre la desdemocratización de Venezuela. También ha impartido clases en la Universidad Arturo Michelena y la Universidad Católica Cecilio Acosta.  
Dirigió las revistas académicas Temas de Comunicación, entre 2006 y 2016, y Comunicación. Estudios Venezolanos de Comunicación entre 2000 y 2008. Entre 2006 y 2016 también coordinó el Grupo de Trabajo en «Comunicación política y Medios» de la Asociación Latinoamericana de Investigadores de la Comunicación (ALAIC), y a partir de 2014 es parte del Consejo Asesor de ALAIC.
En 2013, resultó elegido presidente de la Asociación Venezolana de Investigadores de la Comunicación (INVECOM) para el período 2013-2015. Fue reelecto para los períodos 2015-2017 y 2017-2019. Forma parte del Consejo Académico del Centro para la Apertura y Desarrollo de América Latina (CADAL).
En 2017 fue incluido entre los 300 académicos venezolanos con mayor impacto, según los indicadores de Google Académico, en un ranking elaborado por el proyecto Acumen. De esa lista, fue el único dedicado a la investigación en medios de comunicación, periodismo y libertad de expresión. Así mismo está entre los 10 mil investigadores con mayor impacto en el mundo según la World Scientist and University Rankigs 2022. 

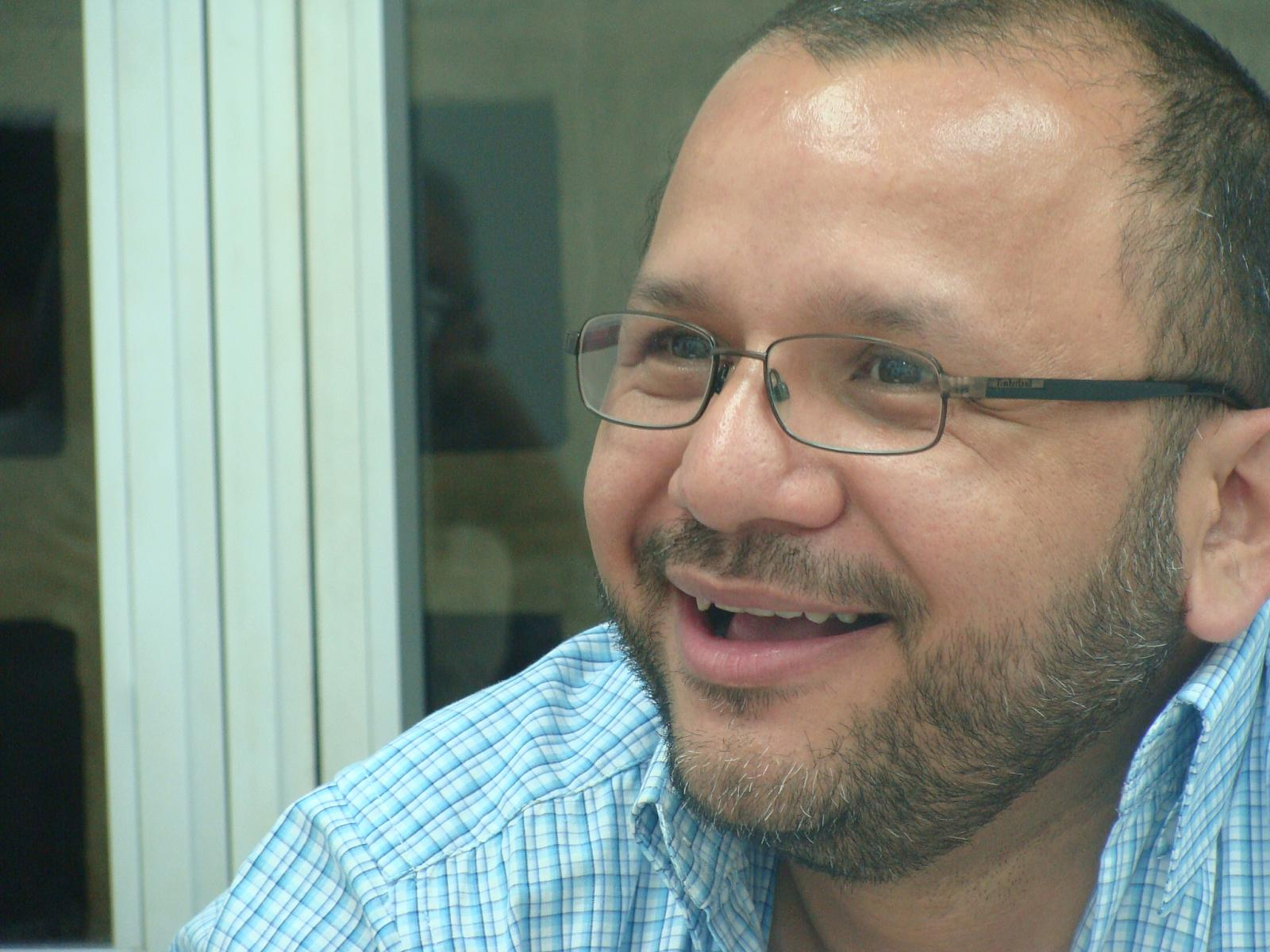
Andrés Cañizález en un foro

Durante su carrera ha recibido diferentes reconocimientos y distinciones por su trabajo profesional, entre los cuales se destacan el Premio Monseñor Pellín en investigación de la Conferencia Episcopal Venezolana, en 2005; Premio Internacional Titus Brandsma de la Unión Católica Internacional de Prensa, en 2010; Premio en docencia e investigación de la Universidad Arturo Michelena, en 2015; así como el Premio a la productividad y desempeño del Investigador de la UCAB, en dos oportunidades, 2017 y 2018. Asimismo, ha sido ponente en 26 congresos y seminarios académicos. 
Andrés Cañizalez, es uno de los conductores del programa «En Este País» que transmite la Red Nacional de Radio Fe y Alegría en Venezuela. También es fundador y director general de la Asociación Civil Medianálisis. En 2022 fundó Radio Migrante, un proyecto que busca visibilizar a la migración venezolana allí dónde se encuentre. 

## Obra
Autoría
- Cuba: diez años de transformaciones. Ediciones Ko´eyú. Caracas 1998.
- Entre el estruendo y el silencio. La crisis de abril y el derecho a la libertad de expresión e información. Universidad Católica Andrés Bello. Caracas 2002.
- Prensa y Elecciones: Experiencias de América Latina. Instituto Prensa y Sociedad. Caracas 2004.
- Ojos frescos y bien abiertos. Apuntes sobre periodismo de investigación. Instituto Prensa y Sociedad e Instituto de Investigaciones de la Comunicación de la Universidad Central de Venezuela. Caracas 2006.
- Pensar la sociedad civil. Actores sociales, espacio público y medios en Venezuela. Universidad Católica Andrés Bello. Caracas 2007.
- Tiempos de cambio. Política y comunicación. Universidad Católica Andrés Bello. Caracas 2009.
- De lo estatal a lo público. La radio y televisión pública en la Venezuela de hoy. Universidad Católica Andrés Bello y Asociación Latinoamericana de Investigadores de la Comunicación. Caracas 2010.
- Hugo Chávez: La Presidencia Mediática. Editorial Alfa. Caracas 2012.
- Historia del presente. Libertad de expresión en Venezuela. Universidad Católica Andrés Bello. Caracas 2014.
- Infocracia. Poder político, medios de comunicación y derecho a la libertad de expresión en Venezuela. Centro para la Apertura y el Desarrollo de América Latina, Buenos Aires 2014.
- Pluralismo menguante. Elecciones y libertad de expresión en Venezuela. Editorial Comunicación Social. Salamanca 2014.
- Venezuela bajo la Revolución Bolivariana: Medios de Comunicación y Libertad de Expresión. Centro para la Apertura y el Desarrollo de América Latina, Buenos Aires 2016.
- 20 años de censura en Venezuela. Editorial Alfa 2019.
- La democracia desmantelada. AB ediciones 2022.

Coautoría
- Libertad de expresión: una discusión sobre sus principios, límites e implicaciones. Conjuntamente con otros autores. Libros de El Nacional y Universidad Católica Andrés Bello. Caracas 2007.
- The media in Latin America. Conjuntamente con Jairo Lugo. Mc Graw Hill y Open University Press. Londres 2008.
- Comunicación para la democracia. La construcción del discurso público plural. Conjuntamente con Miguel Ángel Latouche. Universidad Central de Venezuela y Universidad Católica Andrés Bello. Caracas 2010.
- La pantalla censurada. Conjuntamente con León Hernández. Universidad Católica Andrés Bello. Caracas 2016.